# Ewald Brenner
Ewald Brenner (* 26. Juni 1975 in Freistadt) ist ein ehemaliger österreichischer Fußballspieler, der heute unter anderem als -trainer tätig ist.

## Spielerkarriere
Brenner begann seine aktive Fußballerkarriere bei Viktoria Marchtrenk und später beim SC Marchtrenk. 1996 kam er als junger Spieler zum damaligen Bundesligisten FC Linz. Nach der Fusion der beiden Linzer Großklubs LASK und FC Linz wechselte er zum Grazer AK. Nach nur einem Jahr in der steirischen Hauptstadt ging er zurück nach Linz und spielte für zwölf Spiele beim LASK. Er kehrte gleich wieder nach Graz zurück und spielte wieder ein Jahr dort. Brenner kehrte 1999 zum bereits zweiten Mal nach Linz zurück. Nach nur zwei Jahren ging er zu einem Verein außerhalb Oberösterreichs oder Steiermark, nämlich nach Salzburg zum SV Austria Salzburg, wo er ein Jahr blieb, um zum letzten Mal nach Linz zurückzukehren. Von 2002 bis 2004 war er wieder beim SV Austria Salzburg aktiv, ehe er 2004 zur SV Ried wechselte und dort einen Vertrag bis Ende der Saison 2010/2011 hatte. In seiner letzten Saison in Ried wurde Brenner österreichischer Pokalsieger.

## Trainerkarriere
Nach zwei Jahren als Spielertrainer beim unterklassigen ASKÖ SV Viktoria Marchtrenk wurde er zur Saison 2014/15 zum Co-Trainer bei der SV Ried bestellt. Sein Cheftrainer war dort Oliver Glasner, sein ehemaliger Mitspieler aus Ried. In der Winterpause 2016/17 kam er wieder als Trainer zum ASKÖ SV Viktoria Marchtrenk.

## Erfolge
- österreichischer Pokalsieger 2011